# Псамут
Псамут, такође Псамутес или Псамутис, је био фараон Двадесет девете египатске династије током 392/1. п. н. е. За власт се морао борити с Неферитовим сином Мутхисом. Из те је борбе изашао као побједник, али га је исте године свргнуо узурпатор по имену Хакор.